# Прапор Пологівського району
Пра́пор Поло́гівського райо́ну — офіційний символ Пологівського району Запорізької області, затверджений 28 серпня 2003 року рішенням сесії Пологівської районної ради.

## Опис
Прапор являє собою прямокутне полотнище, що має співвідношення сторін 2:3 та складається з трьох рівновеликих горизонтальних смуг: зеленої, білої та жовтої. У центрі прапора, на білій смузі, розташовано герб району, що має вигляд щита, обрамленого соняшником, колосками, ковилою, волошками, куріпками.
Щит перетятий червоною прямокутною балкою на дві частини: у верхній вміщено рибу, у нижній знаходяться кінь Пегас, лук зі стрілою, керамічна ваза, яку обвиває лазурова стрічка з золотим обрамленням, шаблі, плуг і залізничні рейки.